# Ljungsjö, Småland
Ljungsjö är en sjö i Ljungby kommun i Småland och ingår i Lagans huvudavrinningsområde.
Fram till 1960-talet var sjön en populär plats för bad och skridskoåkning. Men under 1960-talet råkade man gräva hål i sjön i ett försök att kunna ta vatten ifrån den och vattna virket vid ett intilliggande sågverk. När man grävde hålet nådde man ner till gruslagret i den underliggande rullstensåsen och vattnet rann ur sjön. Hela området torrlades och det började växa skog.
Beslutet om att ta tillbaka sjön fattades redan på 1970-talet då området planlagdes och ett första försök till restaurering utfördes 1982, men misslyckades.
År 2006 såg man att skogen hade dött och förstod därmed att vattnet kommit tillbaka. År 2011, på initiativ av parkchef och stadsträdgårdsmästare Sylve Wiik, ansökte Ljungby Kommun om att få restaurera Ljungsjön till en kostnad på cirka 800'000 kronor. Där hälften betalades av kommun och resterande via naturvårdsbidrag.  Idag ingår sjön i ett mindre grönområde tillsammans med Myrebobacken vid Ljungby stads ytterkant.